# Maslenjača
Maslenjača je naselje u Republici Hrvatskoj, u sastavu općine Đulovac, Bjelovarsko-bilogorska županija.

## Stanovništvo
Popisom stanovništva iz 2011. godine utvrđeno je da u naselju živi 174 osoba.
Prema popisu stanovništva iz 2001. godine, naselje je imalo 212 stanovnika te 70 obiteljskih kućanstava.
| broj stanovnika | 43    |       | 164   | 242   | 149   | 156   | 191   | 271   | 287   | 307   | 285   | 236   | 207   | 203   | 212   | 174   | 138   |
|                 | 1857. | 1869. | 1880. | 1890. | 1900. | 1910. | 1921. | 1931. | 1948. | 1953. | 1961. | 1971. | 1981. | 1991. | 2001. | 2011. | 2021. |

## Sport
U naselju je postojao nogometni klub NK Naša krila Maslenjača